# 挚虞
摯虞（240年代—311年?），字仲洽，京兆長安人，三國時期魏國太僕卿摯模之子，西晉文學家和官員。

## 生平
摯虞年輕時以皇甫謐為師。後京兆郡征召其為主簿。
摯虞被舉賢良後，擔任中郎。後升為太子舍人，外任為聞喜令。之後因母親去世需要守喪而解職。一段時間後又出任尚書郎。之後曆任秘書監、衛尉卿。八王之亂時，司马颙的将军张方劫持晉惠帝到长安，摯虞也隨之前往。後來司馬越軍隊進攻長安，百官逃散，摯虞也逃到鄠、杜縣之間，又轉入到终南山中。摯虞沒有糧食，飢腸轆轆，只好撿拾橡實來吃。後來摯虞回到洛陽，又曆任光祿勳、太常卿。當時洛陽荒亂，出現人吃人的現象，摯虞也不幸最終餓死。

## 家族
祖父摯茂，舉為秀才。父親摯模，在曹魏時期擔任過太僕卿。兄摯育，官至涼州刺史。

## 作品
摯虞的作品豐富，撰有《文章志》四卷、《流別集》三十卷、《族姓昭穆》十卷、《畿服经》一百七十卷、《駮宜立学事》、《决疑要注》一卷、《新礼议》、《释奠颂》、《颜子赞》 、《连理颂》 、《槐树赋》、《思遊賦》和《太康頌》等作品，注解過赵歧的《三輔決錄》（《三輔決錄註》）。

## 延伸阅读
[在维基数据编辑]
 《晉書·卷051》，出自房玄齡《晉書》